# Herostrates
Herostrates, właśc. Herostratos, gr. Ἡρόστρατος (IV w. p.n.e.) – szewc z Efezu ogarnięty obsesją zyskania wiecznej sławy, który w tym celu podpalił słynną miejscową świątynię Artemidy.

## Postać historyczna
W 356 p.n.e. spalił efeski Artemizjon, uważany za jeden z ówczesnych siedmiu cudów świata. Skazany został na śmierć i na wieczne zapomnienie wraz z usunięciem jego imienia ze wszystkich pisanych dokumentów (damnatio memoriae). Jedynym z autorów antycznych, który przekazał wspomnienie o nim, był historyk Teopomp. 
W przenośni imię jego stało się synonimem człowieka, który powodowany nieopanowaną żądzą sławy, zdolny jest utrwalić pamięć o sobie popełnioną zbrodnią bądź haniebnym lub barbarzyńskim uczynkiem. Stąd również pochodne pejoratywne określenie „herostratowy (herostratesowy)”, oznaczające chęć unieśmiertelnienia się za wszelką cenę. 
Występujące w psychologii pojęcie „kompleksu Herostratesa” dotyczy osoby wymagającej stale aprobaty i nieustannie podejmującej działania mające zwrócić na nią uwagę otoczenia ze względu na odczuwany brak dowartościowania.

## W kulturze współczesnej
- W literaturze polskiej do jego postaci odwołuje się Jan Lechoń w wierszu Herostrates, określając w ten sposób siebie, zrywającego z martyrologią narodu polskiego i tendencjami romantycznymi[4][5].
- Tytuł Herostrates nosi jedno z opowiadań Jeana Paula Sartre’a opublikowane w cyklu „Mur” (1939).
- w 1972 roku Grigorij Gorin opublikował sztukę: „Zapomnieć o Herostratesie”[6].
- Artyści z polskiej grupy Twożywo stworzyli cykl 26 plakatów zatytułowanych „Herostrates” jako transpozycję opowiadania Sartre’a. Plakaty tej grupy będące formą komunikatywną opartą na kodzie wizualnym, eksponowane były w wielu miastach, m.in. w gdańskim ratuszu oraz w przestrzeni publicznej miasta[7]. Związany z tymi kreacjami spektakl Czy jest w tobie Herostrates? w reżyserii J. Pijarowskiego zaprezentowany został podczas Europejskiej Nocy Muzeów 2023 w Bibliotece bydgoskiego Uniwersytetu Kazimierza Wielkiego[8].